# 하네스 뢰어
요하네스 뢰어(독일어: Johannes Löhr, 1942년 7월 5일~2016년 2월 29일)는 독일의 전 국가대표 축구 선수이자 감독이다.
골 결정력이 뛰어난 이 공격수는 쾰른 소속으로 1부 리그에서 166골을 기록했고, 이는 그 어느 쾰른 선수보다 많은 득점 기록이다. 그는 1964년 8월에 쾰른 소속으로 신고식을 치렀다. 그는 1967-68 시즌에 27골을 기록해 쾰른 선수로는 처음으로 리그 득점왕에 등극했다.
뢰어는 서독 국가대표팀 경기에도 20번 출전해 5골을 기록했다. 그는 멕시코에서 열린 1970년 FIFA 월드컵의 서독 6경기에 모두 출전해 좌측면 공격을 맡았다. 그는 잉글랜드와의 8강전 연장전에서 위르겐 그라보브스키가 배급한 공을 머리로 게르트 뮐러에게 연결시켰고, 뮐러의 결승골로 3-2 승리를 거두었다.
은퇴 후, 그는 쾰른의 감독직을 1983년부터 1986년까지 역임했다. 1986년부터는 DFB로 이직하여 서독 올림픽 국가대표팀을 이끌고 서울에서 열린 1988년 하계 올림픽에서 동메달을 목에 걸었다.
그는 2016년 2월 29일에 영면에 들었다.

## 수상
쾰른
- 분데스리가: 1977–78
- DFB-포칼: 1967–68, 1976–77, 1977–78

서독
- 월드컵 3위: 1970
- 유럽 선수권 대회: 1972